# DART modelo transporte radiativo
DART (Discrete Anisotropic Radiative Transfer) é um modelo de transporte radiativo 3D, desenvolvido pora investigação científica, em particular em Sensoriamento remoto. Desenvolvido no CESBIO desde 1992, o modelo DART foi patenteado em 2003. É um software gratuito por as atividades científicas.